# 寺河水库
寺河水库是中国河南省洛阳市宜阳县境内的一座水库，位于陈宅河上，建于1960年。水库正常库容为476万立方米，集雨面积为26平方千米，海拔为401.1米。